# Bàsquet Club Andorra 2021-2022
Questa voce raccoglie le informazioni riguardanti il Bàsquet Club Andorra nelle competizioni ufficiali della stagione 2021-2022.

## Stagione
La stagione 2021-2022 del Bàsquet Club Andorra è la 12ª nel massimo campionato spagnolo di pallacanestro, la Liga ACB.

## Roster
Aggiornato al 17 marzo 2024.
| MoraBanc Andorra 2021-22 | MoraBanc Andorra 2021-22 |
| Giocatori                | Staff tecnico            |
| ------------------------ | ------------------------ |

| N. | Naz.                                           | Ruolo | Nome                 | Anno | Alt.   | Peso   |  |
| -- | ---------------------------------------------- | ----- | -------------------- | ---- | ------ | ------ |  |
| 0  | Stati Uniti (bandiera)                         | P     | Codi Miller-McIntyre | 1994 | 191 cm | 93 kg  |  |
| 1  | Rep. Dominicana (bandiera) · Spagna (bandiera) | AG    | Tyson Pérez          | 1996 | 202 cm | 97 kg  |  |
| 3  | Spagna (bandiera)                              | AP    | Oriol Paulí          | 1994 | 201 cm | 84 kg  |  |
| 5  | Paesi Bassi (bandiera)                         | G     | Yannick Franke       | 1996 | 196 cm | 86 kg  |  |
| 7  | Sierra Leone (bandiera)                        | C     | Babatunde Olumuyiwa  | 1992 | 203 cm | 100 kg |  |
| 9  | Spagna (bandiera)                              | AG    | Nacho Llovet         | 1991 | 202 cm | 102 kg |  |
| 10 | Stati Uniti (bandiera) · Israele (bandiera)    | AG    | T.J. Cline           | 1994 | 206 cm | 104 kg |  |
| 11 | Stati Uniti (bandiera) · Senegal (bandiera)    | P     | Clevin Hannah        | 1978 | 179 cm | 71 kg  |  |
| 12 | Francia (bandiera)                             | AG    | Amine Noua           | 1997 | 202 cm | 89 kg  |  |
| 15 | Serbia (bandiera) · Spagna (bandiera)          | A     | Mario Nakić          | 2001 | 201 cm | 99 kg  |  |
| 17 | Spagna (bandiera)                              | P     | Sergi García         | 1997 | 193 cm | 82 kg  |  |
| 21 | Senegal (bandiera) · Spagna (bandiera)         | C     | Moussa Diagne        | 1994 | 211 cm | 103 kg |  |
| 22 | Stati Uniti (bandiera)                         | AP    | Drew Crawford        | 1990 | 196 cm | 95 kg  |  |
| 21 | Andorra (bandiera) · Spagna (bandiera)         | PG    | Guillem Colom (C)    | 1991 | 195 cm | 87 kg  |  |
| 25 | Rep. Ceca (bandiera) · Spagna (bandiera)       | G     | David Jelínek        | 1990 | 195 cm | 90 kg  |  |
| 45 | Canada (bandiera) · Irlanda (bandiera)         | AC    | Conor Morgan         | 1994 | 206 cm | 102 kg |  |
| 77 | Spagna (bandiera)                              | C     | Víctor Arteaga       | 1992 | 214 cm | 109 kg |  |
| 99 | Israele (bandiera) · Polonia (bandiera)        | P     | Gal Mekel            | 1988 | 191 cm | 87 kg  |  |

| Allenatore |
| - Ibon Navarro (fino al 23 gennaio) - David Eudal (dal 23 gennaio fino al 18 aprile) - Óscar Quintana (dal 18 aprile)                          |
| Assistente/i |
| - David Eudal (fino al 23 gennaio) - Paco Vázquez - Alberto Codeso (dal 18 aprile) Legenda - (C) Capitano - (IN) Inattivo - Infortunato Roster |

## Mercato

### Sessione estiva
| Acquisti | Acquisti             | Acquisti          | Acquisti   | Acquisti |
| R.a      | Nome                 | da                | Modalità   |          |
| -------- | -------------------- | ----------------- | ---------- | -------- |
| P        | Codi Miller-McIntyre | Bourg-en-Bresse   | svincolato |          |
| AP       | Drew Crawford        | Brescia           | svincolato |          |
| A        | Mario Nakić          | Real Madrid       | svincolato |          |
| AG       | Amine Noua           | ASVEL             | svincolato |          |
| AC       | Conor Morgan         | Joventut Badalona | svincolato |          |
| C        | Víctor Arteaga       | Estudiantes       | svincolato |          |

| Cessioni | Cessioni          | Cessioni           | Cessioni       | Cessioni |
| R.       | Nome              | a                  | Modalità       |          |
| -------- | ----------------- | ------------------ | -------------- | -------- |
| P        | Jeremy Senglin    | Nanterre 92        | fine contratto |          |
| PG       | Fausto Ruesga     | Palma              | prestito       |          |
| AP       | Haukur Pálsson    | UMF Njarðvíkur     | fine contratto |          |
| AG       | Tomasz Gielo      | s.Oliver Wurzburg  | fine contratto |          |
| AG       | Saulius Kulvietis | Telekom Bonn       | fine contratto |          |
| AG       | Bandja Sy         | Metropolitans 92   | fine contratto |          |
| C        | Malik Dime        | Mac. Rishon LeZion | fine contratto |          |
| C        | Arcëm Parachoŭski | Parma Perm'        | fine contratto |          |

### Dopo l'inizio della stagione
| Acquisti | Acquisti       | Acquisti         | Acquisti        | Acquisti   |
| R.       | Nome           | da               | Data            | Modalità   |
| -------- | -------------- | ---------------- | --------------- | ---------- |
| P        | Gal Mekel      | Free agent       | 11 ottobre 2021 | svincolato |
| G        | Yannick Franke | Trefl Sopot      | 2 marzo 2022    | svincolato |
| AG       | T.J. Cline     | Capital C. Go-Go | 11 aprile 2022  | svincolato |

| Cessioni | Cessioni     | Cessioni   | Cessioni       | Cessioni       |
| R.       | Nome         | a          | Data           | Modalità       |
| -------- | ------------ | ---------- | -------------- | -------------- |
| P        | Sergi García | Free agent | ottobre 2021   | fine contratto |
| AG       | Amine Noua   | Strasburgo | 11 aprile 2022 | prestito       |